# Tuyên Uy
Tuyên Uy (tiếng Trung: 宣威市) là một thành phố cấp huyện thuộc địa cấp thị Khúc Tĩnh, tỉnh Vân Nam, Cộng hòa Nhân dân Trung Hoa. Tuyên Uy có diện tích 6.075 km², dân số năm 2000 là 1.290.000 người, là huyện cấp thị đông dân nhất ở Vân Nam. Tuyên Uy có 24 trấn, 340 hương.